# Nicolas Mattinen
Nicolas Rivet-Mattinen (* 5. März 1998 in Orleans, Ontario) ist ein kanadischer Eishockeyspieler, der seit Juli 2025 bei den Adler Mannheim aus der Deutschen Eishockey Liga (DEL) unter Vertrag steht und dort auf der Position des Verteidigers spielt. Zuvor verbrachte Mattinen unter anderem eine Spielzeit bei den Straubing Tigers in der DEL, wo er zum DEL-Spieler des Jahres gewählt wurde.

## Karriere

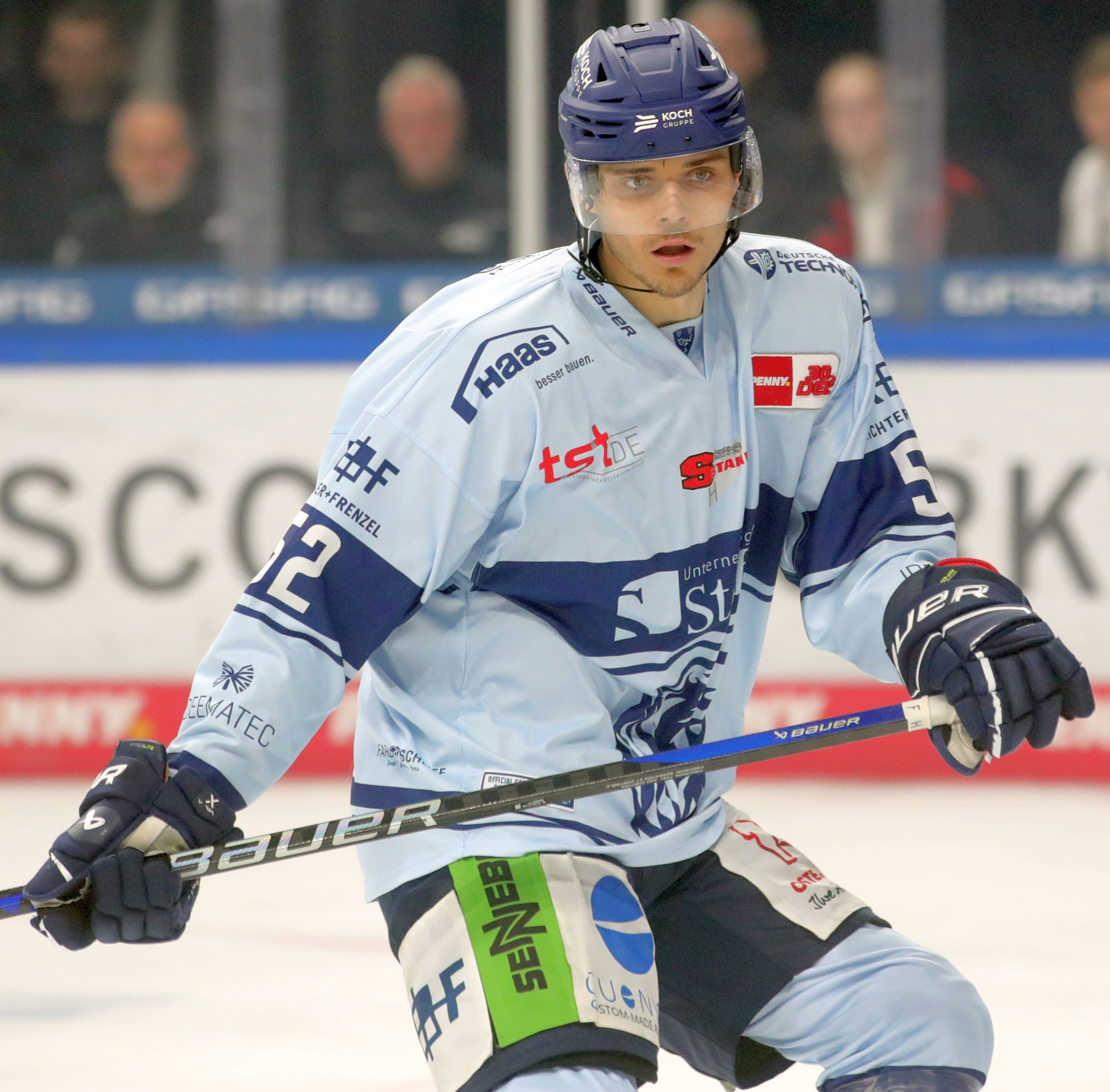
Mattinen im Trikot der Straubing Tigers (2023)

Mattinen erlebte zwischen 2015 und 2019 eine unstete Zeit bei den Junioren in der Ontario Hockey League (OHL). Nachdem er bis zum Sommer 2015 in den unterklassigen Ligen des kanadischen Nachwuchssystems gespielt hatte, wurde der Verteidiger vor der Saison 2015/16 von den London Knights verpflichtet. Gleich in seiner Rookiespielzeit sicherte sich der Verteidiger mit den Knights die Meisterschaft der OHL in Form des J. Ross Robertson Cups. Zusätzlich gewann das Team auch den prestigeträchtigen Memorial Cup, an dessen Austragung Mattinen jedoch nicht teilnahm. Im NHL Entry Draft 2016 wurde er in der Folge in der sechsten Runde an 179. Stelle von den Toronto Maple Leafs aus der National Hockey League (NHL) ausgewählt. Vor der Spielzeit 2017/18 erfolgte im September 2017 der erste Transfer des Abwehrspielers, als er an den Ligakonkurrenten Flint Firebirds abgegeben wurde. Vier Monate später folgte ein abermaliger Wechsel zu den Hamilton Bulldogs, mit denen Mattinen am Ende der Saison 2017/18 zum zweiten Mal in seiner Juniorenkarriere den J. Ross Robertson Cup gewann. Wiederum im Januar 2019 wurde er zum dritten Mal Teil eines Transfergeschäfts, als er von den Oshawa Generals eingetauscht wurde.
Nach der Beendigung seiner Juniorenzeit ging Mattinen in den folgenden drei Jahren einem Studium an der University of Ottawa nach. Parallel dazu lief er für die Eishockeymannschaft der Universität im Ligensystem der U Sports auf. Die Zeit an der Universität war vor allem durch die COVID-19-Pandemie geprägt, in deren Folge die Spielzeit 2020/21 im sportlichen  Universitätsbereich komplett ausfiel. Nach der Wiederaufnahme des Spielbetriebs spielte der Verteidiger eine herausragende Saison, die ihm am Ende der Spielzeit zahlreiche Auszeichnungen einbrachte. Unter anderem wurde er als wertvollster Spieler der Ost-Division der Ontario University Athletics (OUA) sowie als bester Abwehrspieler im gesamten Bereich von U Sports ausgezeichnet. Quasi als Belohnung für seine Leistungen erhielt er nach Beendigung seines Studiums im März 2022 einen Probevertrag von den Rocket de Laval aus der American Hockey League (AHL). Für die Rocket debütierte Mattinen zum Ende der Saison 2021/22 im Profibereich und absolvierte acht Partien.
Im Juni 2022 wurde der Kanadier vom österreichischen Klub EC VSV aus der ICE Hockey League unter Vertrag genommen. Mit 42 Scorerpunkten in 46 Spielen der Hauptrunde überzeugte Mattinen mit seinen Offensivqualitäten, die ihm am Saisonende die Berufung ins All-Star Team der Liga einbrachten. Daraufhin sicherten sich die Straubing Tigers aus der Deutschen Eishockey Liga (DEL) im April 2023 bereits frühzeitig seine Dienste für die Saison 2023/24. Der Defensivakteur konnte in der neuen Liga gleich an seine vorherigen Leistungen anknüpfen und sammelte in 52 Hauptrundenpartien insgesamt 46 Punkte, woraufhin er sowohl zum Spieler des Jahres als auch Verteidiger des Jahres der DEL ernannt wurde. Zuletzt war dies elf Jahre zuvor dem Schweden Andreas Holmqvist gelungen. Bereits gegen Ende der Spielzeit hatte sich Mattinen für die Saison 2024/25 beim Ligakonkurrenten Adler Mannheim verpflichtet, machte im April 2024 aber von einer Ausstiegsklausel aus dem zukünftigen Vertrag Gebrauch, durch den er schließlich in die Organisation der Toronto Maple Leafs aus der National Hockey League (NHL) wechselte. Dort spielte er die gesamte Saison in lediglich 22 Partien beim Farmteam Toronto Marlies in der AHL und kehrte anschließend nach Deutschland zurück, wo er zur Spielzeit 2025/26 den Vertrag in Mannheim antrat.

## Erfolge und Auszeichnungen
| - 2016 J.-Ross-Robertson-Cup-Gewinn mit den London Knights - 2016 Memorial-Cup-Gewinn mit den London Knights - 2018 J.-Ross-Robertson-Cup-Gewinn mit den Hamilton Bulldogs - 2022 OUA East Most Valuable Player - 2022 OUA East Defenceman of the Year - 2022 OUA Far East All-Star Team | - 2022 U Sports Defenceman of the Year - 2022 U Sports All-Canadian First Team - 2023 ICEHL All-Star Team - 2024 DEL-Spieler des Jahres - 2024 DEL-Verteidiger des Jahres |

## Karrierestatistik
Stand: Ende der Saison 2024/25
(Legende zur Spielerstatistik: Sp oder GP = absolvierte Spiele; T oder G = erzielte Tore; V oder A = erzielte Assists; Pkt oder Pts = erzielte Scorerpunkte; SM oder PIM = erhaltene Strafminuten; +/− = Plus/Minus-Bilanz; PP = erzielte Überzahltore; SH = erzielte Unterzahltore; GW = erzielte Siegtore; 1 Play-downs/Relegation; Kursiv: Statistik nicht vollständig)